# Maria-boba

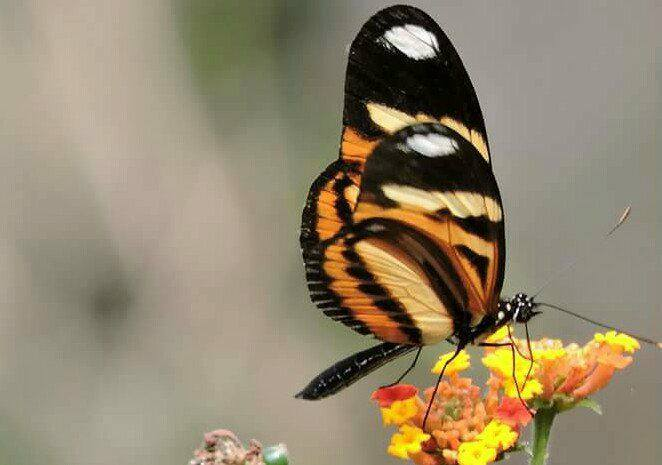
Fotografia da borboleta Maria-boba (Heliconius ethilla narcaea).

Maria-boba é a denominação vernácula dada, no Brasil, a mais de um inseto da ordem Lepidoptera e da família Nymphalidae cujas espécies possuam as asas moderadamente longas e estreitas e sejam de coloração predominante em laranja, vistas por cima, com variáveis padrões de branco, amarelo e negro. Este padrão é comum a diversas espécies de Lepidoptera americanos dos trópicos, que compartilham um mecanismo mimético comum nestas cores, cuja função é aposemática.
No leste do Brasil, na região de floresta tropical e subtropical úmida atlântica, as espécies e subespécies que recebem o nome de Maria-boba pelo povo são Heliconius ethilla narcaea (Godart, 1819), Mechanitis lysimnia lysimnia (Godart, 1819) e, com toda a probabilidade, outros miméticos com elas confundidos, como Heliconius ethilla polychrous (C. & R. Felder, [1865]), Eueides isabella dianasa (Hübner, [1806]) e Consul fabius drurii (Butler, 1874). Como são insetos com poucos predadores, em muitos casos devido a seus atributos de impalatabilidade, as borboletas Maria-boba possuem voo lento e deixam-se pegar nas mãos com relativa facilidade.[carece de fontes?]

## Outras definições e denominações
Haroldo Palo Jr., em seu livro sobre borboletas brasileiras, cita Maria-boba como denominação de Heliconius erato, incluindo Heliconius erato phyllis (Fabricius, 1775), que possui outro padrão mimético, enquanto denomina Mariquita a Heliconius ethilla narcaea e Abóbora a Eueides isabella dianasa. Eurico Santos afirma que borboletas Heliconiini ainda podem receber a denominação de José-Maria, embora não especifique qual o gênero.

## Galeria de imagens

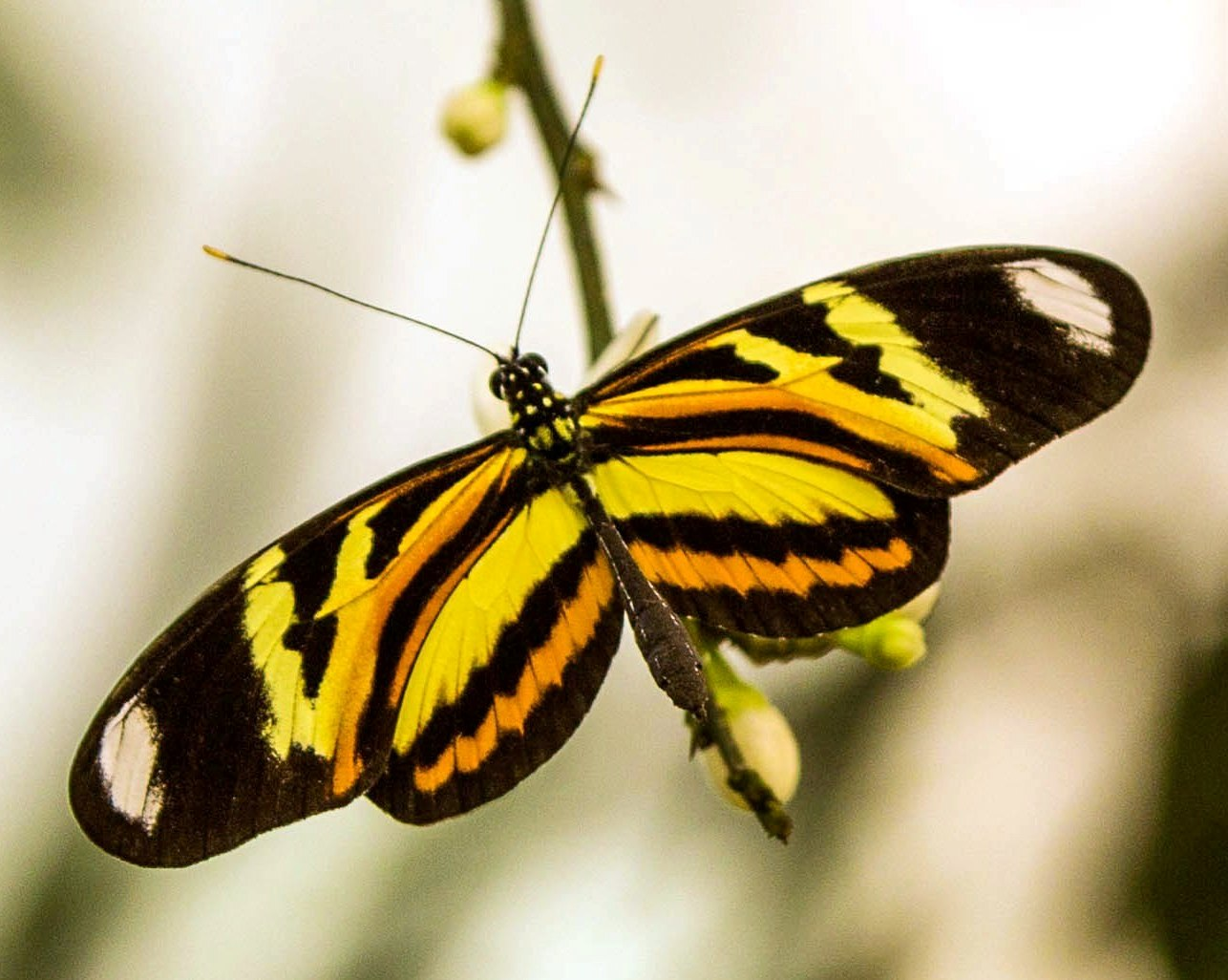
Fotografia de Heliconius ethilla polychrous, vista superior.
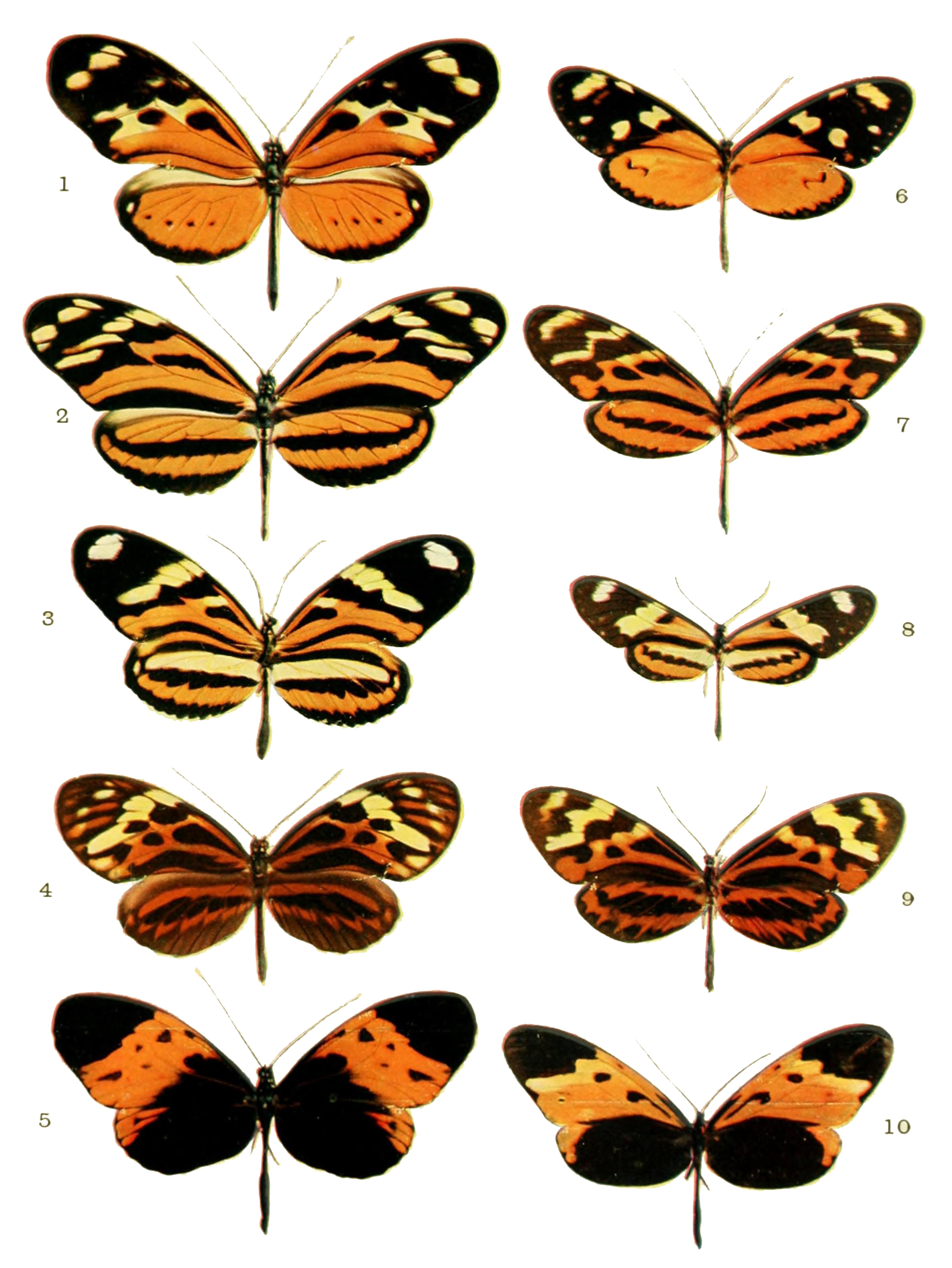
Nesta relação de mimetismo mülleriano, Heliconius ethilla narcaea e Mechanitis lysimnia lysimnia são a quinta e sexta borboletas, em ordem de leitura.
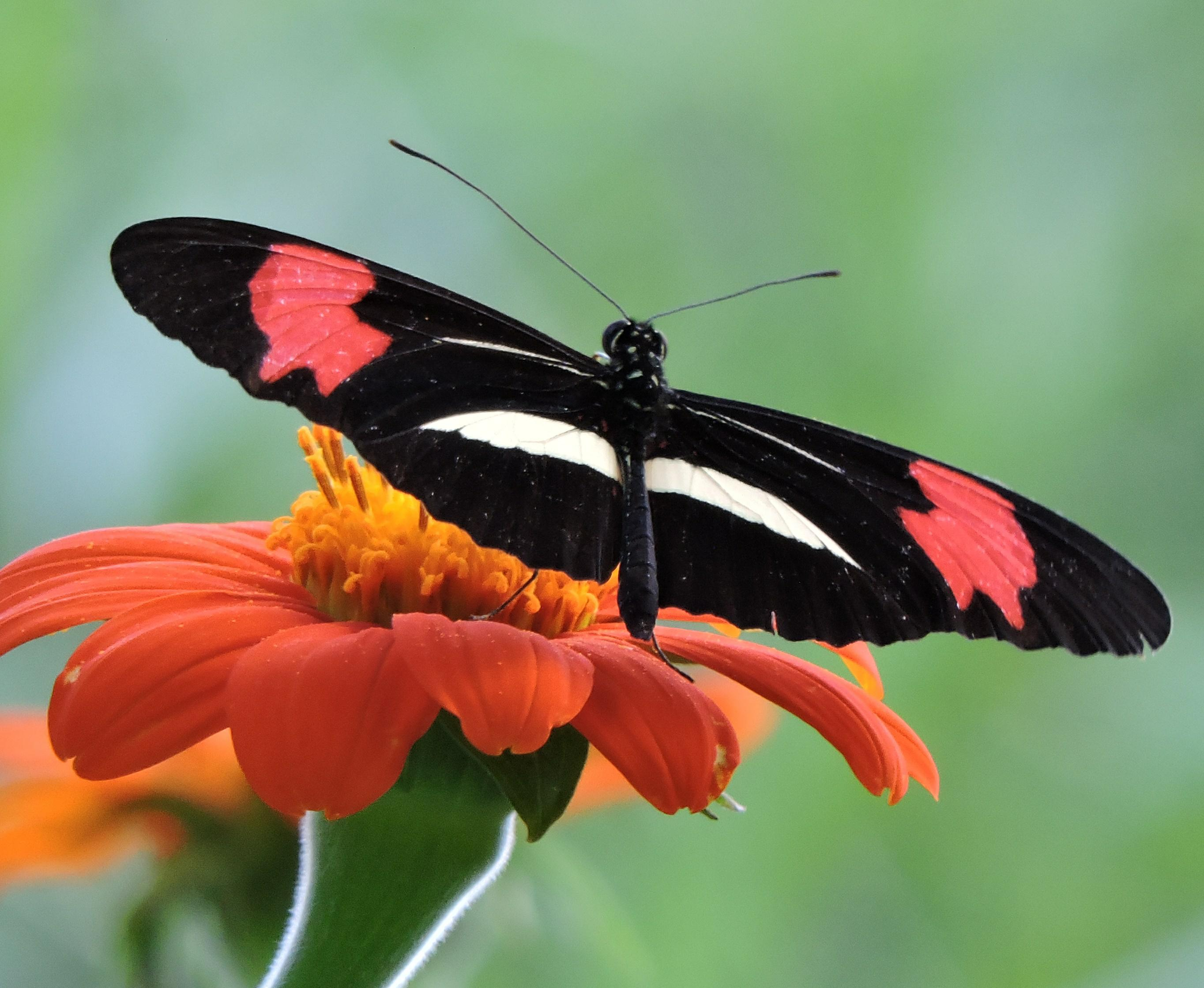
Fotografia de Heliconius erato phyllis, vista superior.